# Сергеев, Сергей Сергеевич (регбист)
Сергей Сергеевич Сергеев (родился 26 декабря 1987 года в Москве) — российский и французский регбист, известный по выступлению на позиции замка в составе клуба «Монтобан» и сборной России. Сын Сергея Сергеева-старшего, регбиста, также игравшего за «Монтобан».

## Биография
С отцом переехал во Францию, когда Сергею-младшему было 3 года. Он пошёл по стопам отца, став нападающим второй линии в «Монтобане» и заняв позицию замка. С командой выступал прежде в Федераль 1, однако сумел с командой выйти в Про Д2 по итогам сезона 2013/2014. Некоторое время был капитаном команды.
Сергей приглашался в сборную при Кингсли Джонсе и при Рафаэле Сан-Андре, но не мог приехать в команду много раз из-за проблем с российским паспортом. Наконец, 5 сентября 2008 года состоялся дебют Сергея Сергеева в составе сборной России матчем против второй сборной Франции (поражение 28:29), он занёс попытку в матче. За сборную России в 2010 году Сергей Сергеев сыграл 5 матчей, в том числе 3 игры на Кубке Черчилля, куда он был предварительно заявлен. Заявлялся также на тест-матч против Японии, хотя не вышел.
В 2016 году он после долгого перерыва снова был вызван в сборную, на тест-матч против Зимбабве в Гонконге, однако в итоге перелёт в Гонконг сорвался.
4 апреля 2020 года в интервью La Depeche Сергеев заявил, что завершит карьеру в связи с прерванным из-за вспышки коронавируса сезоном, а также из-за повреждения спины. На май 2020 года у него запланирована операция, после которой он уже вынужден будет завершить карьеру игрока.